# Есеи
Есеите (на иврит: אִסִּיִים) са привърженици на течение в юдаизма между II век пр. Хр. и I век. Далеч по-малобройни от последователите на другите 2 главни течения – фарисеите и садукеите. 
Те живеят в различни градове, образувайки компактни общности, посветени на аскетизъм, доброволна бедност и на ритуала миква. Много есеи живеят и като отшелници в пустинята. Възможно е есейски да са общностите, свързани с Кумранските ръкописи, както и последователите на Йоан Кръстител.
Есеите са силно критични към свещеничеството на Втория храм и към римляните и се смятат за избрани от Бог воини във война срещу „Силите на тъмнината“. Те се включват активно в Голямото въстание от 66 – 73 година, но след разгрома му изчезват от историческите източници.